# Nevasa
Nevasa là một thành phố ở Nevasa tehsil của huyện Ahmednagar thuộc bang Maharashtra của Ấn Độ. Tên cũ của nơi này là Nidhinivas Nivas và Mahalaya. God Dattatrayas là ngôi đền chính ở nơi đây. Nơi này ở gần sông Pravara, hay còn được gọi là Amritvahini.

## Đền Mohiniraj
Thành phố Nevasa chủ yếu nổi tiếng với đền thờ Mohiniraj, hóa thân của Thần Vishnu, người đã lấy đầu của Rahu và Ketu trong quá trình lấy mật hoa. Thần Vishnu- là một trong các vị thần quan trọng nhất của đạo Hindu, được biến đến phổ biến và được thờ cúng rộng rãi nhất.
Mỗi năm, một lễ hội lớn của Shri Mohiniraj được tổ chức vào ngày trăng tròn (Pournima) trong tháng Magha của lịch Hindu, tương ứng với tháng một-tháng hai, trong tưởng nhớ về Mohini Avatar của Thần Vishnu sau Samudra manthan. Tại Ahmednagar, đền Mohiniraj với thiết kế trang nhã dành riêng cho Thần Vishnu. Ngôi đền này được tái xây dựng vào năm 1773 với chi phí khoảng Rs. 5 Lakhs (tiền Ấn Độ) bởi Gangadhar Yashwant Chandrachude. Ngôi đền cao 75 feet được trang trí trang hoàng. Trong đền có hình ảnh của Ngài Mohiniraj, hay còn được biết đến như Thần Vishnu. Ngoài ra, trong Sabhamandap (Sảnh tiếp khách), một số hình ảnh của các vị thần và nữ thần khác như Ganesh, Shiv - Parvati, Shani Lưu trữ ngày 24 tháng 8 năm 2013 tại Wayback Machine và Hanuman được trưng bày cho những người mộ đạo.
Theo một truyền thuyết liên quan đến nơi này, tại thời điểm biển sữa bị khuấy động để lấy mật hoa thiêng liêng- loại nước cam lồ làm bất tử, Thần Vishnu xuất hiện dưới hình thức Mohini- một thiếu nữ duyên dáng tìm đến các ác thần Asuras và làm xao động tâm trí họ; cho nên bọn họ không uống được mật hoa. Những con quỷ nhìn chằm chằm vào Mohini khi Thần Vishnu phân phát mật hoa cho các vị thần và nước cho các quỷ dữ. Các Chư Thiên uống được mật hoa và trở thành bất tử. Trong suốt ba năm hội chợ được tổ chức tại thị trấn Nevasa để vinh danh Mohiniraj.
Khoảng năm mươi nghìn người tham dự các hội chợ này. Ngoài ra một phần của khu vực này được gọi là Dandakaranya. Nơi mà Thần Ram giết Marich bây giờ là một ngôi làng tên là Toka, được đặt tên theo mũi tên mà Thần Rama đã từng giết Marich. Trước khi Marich bị giết bởi Thần Rama, anh ta ném một con Sura (Dao) về phía Rama. Ngôi làng này được gọi là Suregaon. Sau khi ông ném Bhala (giáo), nơi đây được gọi là Bhalgaon. Sau khi Marich bắn một mũi tên, nơi này được gọi là Banganga. Tại Banganga, con đường của sông Godavari có hình dạng giống như một DhanushyaBan (Cung tên và mũi tên), vì vậy nơi này được gọi là Banganga.

## Địa điểm lân cận
Một ngôi đền nổi tiếng của Shani Lưu trữ ngày 24 tháng 8 năm 2013 tại Wayback Machine- Shani Shingnapur nằm gần Sonai ở Nevasa Taluka.
Devgad: Một ngôi đền của Thần Dattatreya được xây bởi Late Guruvarya Sri Kisangiri Maharaj, nó thu hút các tín đồ từ khắp nơi đổ về. Nơi này được các tín đồ biết đến bởi vẻ đẹp và sự sạch sẽ. Palkhi- những người Ấn Độ hành hương từ Devgad đến Pandharpur Ashadhi Eakadashi dưới sự lãnh đạo của Bhaskargiri Maharaj nổi tiếng với kỷ luật nghiêm ngặt và sự sạch sẽ.
Nơi Pravara giao với sông Godavari là Toka.